# Charity Shield 1975
La Charity Shield 1975 fue la quincuagésima tercera edición de la Community Shield, una competición anual organizada por la FA entre el campeón de la First Division y el vencedor de la FA Cup. El partido se disputó el 9 de agosto de 1975 en el Wembley Stadium de Londres, entre el Derby County, campeón de la First Division 1974-75, y el West Ham United, ganador de la FA Cup 1974-75.

## Antecedentes
El Derby County se clasificó al partido tras coronarse campeón de la First Division 1974-75, superando por dos puntos al Liverpool, lo que significó su segundo título de liga y le dio el cupo para participar por primera vez en el torneo.
El West Ham United obtuvo su lugar al vencer al Fulham Football Club en la final de la FA Cup 1974-75 por 2-0, logrando así clasificar por segunda vez a la competición.

## Participantes
| Derby County    | Campeón de la First Division 1974-75 |
| West Ham United | Campeón de la FA Cup 1974-75         |

## El partido
El partido fue ganado por el Derby County por 2-0, con goles anotados por Kevin Hector y Roy McFarland en el primer tiempo, logrando así el primer título del club en la Charity Shield.

#### Ficha del encuentro
| 9 de agosto de 1975, 15:00 BST | Derby County                           | 2:0     | West Ham United | Wembley Stadium, Londres,                              |                                                        |
|                                | - Kevin Hector 20' - Roy McFarland 43' | Reporte |                 | Asistencia: 59 000 espectadores Árbitro(s): Gordon Kew | Asistencia: 59 000 espectadores Árbitro(s): Gordon Kew |

Campeón

Derby County
1.º título